# Bad Salad
Bad Salad é uma banda brasileira de metal progressivo formada em Brasília em 2007.

## Carreira
A banda fez parte do line-up do evento de música progressiva Progressive Nation at Sea em 2014, organizado pelo ex-baterista do Dream Theater Mike Portnoy, grande influenciador da banda. A banda concorreu com outras 180 pelo direito a uma das três vagas.
A banda foi formada pelos irmãos Thiago e Felipe Campos. O nome, que significa "salada ruim" em inglês, surgiu após Thiago perguntar aos companheiros como fariam para compor. Ao ouvir que as composições seriam criadas na base do "cada um faria uma parte e juntariam tudo ao fim", Thiago respondeu que isso seria "uma grande salada de merda", inspirando assim o nome.
Em 2012, lançaram seu primeiro álbum, Uncivilized, com influências de Symphony X, Dream Theater, Pantera, Metallica e Opeth. O álbum vendeu 700 cópias nos primeiros dias e liderou a lista de mais vendidos do site estadunidense CD Baby.
Em 2013, lançaram um EP em formato digital com o nome Puzzled. Suas três faixas receberam vídeos viabilizados por financiamento coletivo (que também viabilizou o EP como um todo).

## Membros
Membros atuais
- Denis Oliveira - vocais
- Thiago Campos - guitarra
- Felipe Campos - baixo
- Caco Gonçalves - bateria

Membro antigo
- César Zolhof - teclados

Músico convidado
- Junghwan Kim - teclados

## Discografia
- Uncivilized (2012)
- Puzzled (EP, 2013)